# Li-Ning
Li-Ning Company Limited (SEHK: 2331) es el principal fabricante chino de calzado y material deportivo, fundado en 1990 por el gimnasta olímpico Li Ning, conocido como el "Príncipe de la Gimnasia".
Como pionera del sector, la empresa se convirtió en la primera marca de artículos deportivos de China continental en cotizar en la Bolsa de Hong Kong. Bajo su marca homónima, Li-Ning diseña, fabrica y comercializa calzado deportivo, ropa, equipamiento y accesorios.
Con una presencia dominante en el mercado chino y una expansión estratégica en Norteamérica y Europa, Li-Ning patrocina a numerosos atletas y equipos internacionales, siendo actualmente una de las marcas deportivas más influyentes de Asia.

## Historia
Li Ning fue fundada en 1990 en Sanshui, Guangdong, por el exgimnasta olímpico chino Li Ning. Ese mismo año, la marca fue seleccionada como la vestimenta oficial para el relevo de la antorcha de los Juegos Asiáticos, así como para los uniformes de premiación del equipo nacional chino y de los periodistas chinos y extranjeros.
En 1992, la empresa inició su patrocinio del equipo olímpico chino, suministrando la indumentaria de premiación en cuatro ediciones consecutivas de los Juegos Olímpicos. Un año después, en 1993, trasladó su sede a Pekín.
En 1998, Li Ning inauguró en Foshan, Guangdong, el primer centro de diseño y desarrollo de productos de calzado y ropa deportiva de China. Cuatro años después, en 2002, redefinió su identidad de marca con el lema “Everything is Possible” (一切皆有可能).
El 2004 marcó un hito con su salida a bolsa en el mercado principal de Hong Kong, convirtiéndose en la primera empresa de artículos deportivos de China continental en cotizar en dicha plaza. En 2005, estableció una empresa conjunta con la firma francesa de ropa deportiva AIGLE, obteniendo la distribución exclusiva de sus productos en China por 50 años.
En 2006, la compañía alcanzó ingresos de 418.000 millones de RMB y unas ganancias de aproximadamente 39.000 millones de RMB. Para marzo de 2007, contaba con 4.297 tiendas minoristas, de las cuales algunas eran propias y el resto franquicias. Ese mismo año, Li Ning seguía ocupando el cargo de presidente del Consejo de Administración.
Durante la década de 2010, la marca amplió su presencia internacional a través de patrocinios en el fútbol español. En 2010, firmó acuerdos con el RCD Espanyol y el Málaga CF, y en 2011 hizo lo propio con el Sevilla FC.
A pesar de su crecimiento, la empresa enfrentó dificultades financieras. En la segunda mitad de 2012, entró en concurso de acreedores, lo que generó incertidumbre sobre sus acuerdos de patrocinio. En 2013, sus ingresos cayeron un 24,6 % interanual, hasta los 2.906 millones de RMB, debido a estrategias de reducción de inventario y cierre de tiendas. En 2014, el grupo acumuló su tercer año consecutivo de pérdidas, estimadas en 820 millones de RMB (13,19 millones de dólares).
A partir de 2015, Li Ning inició una nueva etapa de crecimiento con un enfoque en la integración de la tecnología y el deporte, posicionándose como proveedor de experiencias deportivas digitales. En 2016, introdujo el concepto de “experiencia Li Ning” centrado en el producto, la práctica deportiva y la compra.
En 2018, la marca debutó en la Semana de la Moda de Nueva York, convirtiéndose en la primera firma china de ropa deportiva en hacerlo. Ese mismo año, adoptó la estrategia de crecimiento “marca única, múltiples categorías y múltiples canales”.
En los años siguientes, la compañía expandió su presencia global y fortaleció su control sobre la cadena de suministro. En 2019, lanzó su plataforma tecnológica “李宁䨻” (Li Ning Boom) y abrió su primera fábrica propia en Guangxi. En 2022, su empresa matriz adquirió la marca británica de calzado Clarks, y en 2024 se asoció con Sequoia China para impulsar su expansión internacional.
En 2025, consolidó su posición en el deporte chino al ser elegida como patrocinador oficial del Comité Olímpico Chino y del equipo nacional para el ciclo 2025-2028.

## Patrocinios
Li Ning patrocina a atletas en múltiples deportes, brindando apoyo a equipos y deportistas destacados a nivel mundial. Su compromiso con el deporte ha llevado a la marca a convertirse en un referente en diversas disciplinas.
Baloncesto
Desde 2004, Li Ning ha patrocinado equipos y jugadores de baloncesto de alto nivel. Ese año firmó un acuerdo con la Federación Española de Baloncesto, apoyando a las selecciones masculina y femenina. También estableció una colaboración estratégica con la Liga Universitaria de Baloncesto de China (CUBA) y en 2005 se convirtió en socio oficial de la NBA.
A lo largo de los años, ha patrocinado a jugadores icónicos como Damon Jones (2006), Shaquille O'Neal (2006), Chuck Hayes (2006), Baron Davis (2008) y Evan Turner (2010). En 2012 firmó con Dwyane Wade, quien se convirtió en una de las caras más representativas de la marca. También ha patrocinado a CJ McCollum (2017), RJ Hampton (2019), D'Angelo Russell (2019), Fred VanVleet (2020) y Jimmy Butler (2020). En 2024, anunció la firma de cuatro jóvenes promesas del baloncesto chino: Zeng Fanbo, Chen Guohao, Xu Jie y Yang Hansheng.
Atletismo
Li Ning ha estado presente en el mundo del atletismo y las carreras de larga distancia, patrocinando a estrellas como el velocista jamaicano Asafa Powell (2010). Además, ha desarrollado eventos como la Li Ning 10K Run League, reconocida como la mejor liga de carreras en China en 2014. Ha sido patrocinador de importantes maratones, incluyendo el Maratón Internacional de Shenzhen, el Maratón de Beijing para mujeres y el Maratón de Hangzhou. En 2022, fue socio principal del Maratón de Wuxi, consolidando su presencia en el running. En 2022, Deme Tadu Abate logró un tercer puesto en el Maratón de Berlín con zapatillas Li Ning.
Bádminton
Desde 2009, Li Ning es el patrocinador oficial de la selección nacional de bádminton de China. En 2013, se convirtió en socio de la Federación Mundial de Bádminton (BWF) y ha apoyado torneos internacionales como el Abierto de China y la Final del Tour Mundial de la BWF en Guangzhou. También ha patrocinado a figuras como Pusarla Sindhu (2019), Srikanth Kidambi (2019) y Yuta Watanabe (2019). En 2020, firmó con la pareja danesa Kim Astrup y Anders Skaarup Rasmussen, consolidando su presencia en el bádminton internacional.

## Prácticas ambientales
En julio de 2011, Li-Ning, junto con otras importantes marcas de moda y ropa deportiva, como Nike, Adidas y Abercrombie & Fitch, fue objeto de un informe del grupo medioambiental Greenpeace titulado 'Dirty Laundry'. Li-Ning, junto con Abercrombie & Fitch, Adidas, Bauer Hockey, Calvin Klein, Converse, Cortefiel, H&M, Lacoste, Nike, Phillips-Van Heusen Corporation (PVH Corp) y Puma, fueron acusados de trabajar con proveedores en China que, según las conclusiones del informe, contribuyen a la contaminación de los ríos Yangtze y Pearl. Muestras tomadas de una instalación perteneciente a laYoungor Group ubicado en el delta del río Yangtze y otro perteneciente a Well Dyeing Factory Ltd. ubicado en un afluente del delta del río Pearl revelaron la presencia de disruptores hormonales peligrosos y persistentes, incluidos alquilfenoles, compuestos perfluorados y sulfonato de perfluorooctano.